# Міжконтинентальний кубок ФІФА
Це стаття про діючий турнір, заснований ФІФА у 2024 році. Про історичний турнір, що існував у 1960—2004 роках див. Міжконтинентальний кубок з футболу.
Міжконтинентальний кубок ФІФА — щорічне міжнародне футбольне змагання, організоване Міжнародною федерацією футбольних асоціацій (ФІФА), глобальним керівним органом спорту. Перший розіграш відбувся у 2024 році. У змаганнях беруть участь клубні чемпіони шести конфедерацій ФІФА, які розіграють трофей у турнірі на вибування, при цьому європейська команда отримає пряму путівку до фіналу.

## Історія
16 грудня 2022 року Рада ФІФА схвалила розширення Клубного чемпіонату світу з семи до 32 команд, починаючи з розіграшу 2025 року.Таким чином, турнір 2023 року став останнім, який проводився за попереднім форматом. Проте конфедерації заявили ФІФА про необхідність, щоб чемпіони їхніх головних клубних змагань все ще грали між собою щорічно, щоб «стимулювати конкурентоспроможність». Таким чином, 14 березня 2023 року Рада ФІФА схвалила стратегічну концепцію щорічного клубного змагання з 2024 року, пізніше названого Міжконтинентальним кубком ФІФА. Назва змагання та деталі були оголошені ФІФА в грудні 2023 року. У ньому стали брати участь чемпіони головних клубних змагань шести конфедерацій ФІФА — Ліги чемпіонів АФК, Ліги чемпіонів КАФ, Ліги чемпіонів КОНКАКАФ, Кубка Лібертадорес КОНМЕБОЛ, Ліги чемпіонів ОФК і Ліги чемпіонів УЄФА.
Перший розіграш турніру провели з 22 вересня по 18 грудня 2024 року..

## Формат
- У першому раунді етапу А переможець Ліги чемпіонів Азії або Африки на своєму домашньому стадіоні зіграє з переможцем Ліги чемпіонів Океанії. У наступному раунді переможець цієї пари зіграє з представником АФК або КАФ, що залишився. Порядок участі африканської та азійської команд у 2024 році буде визначено жеребкуванням, а потім буде чергуватися щороку.

- На етапі B між собою зіграють переможці Ліги чемпіонів КОНКАКАФ і Кубка Лібертадорес. Господаря поля першого розіграшу буде визначено жеребкуванням, після чого право проведення переходитиме між конфедераціями щороку.

- Фінальна частина турніру відбуватиметься на нейтральному полі. Переможець матчу плей-оф між командами, які виграли етапи А і B, зіграє у фіналі з володарем Ліги чемпіонів УЄФА[6][7].